# 아르망 가티

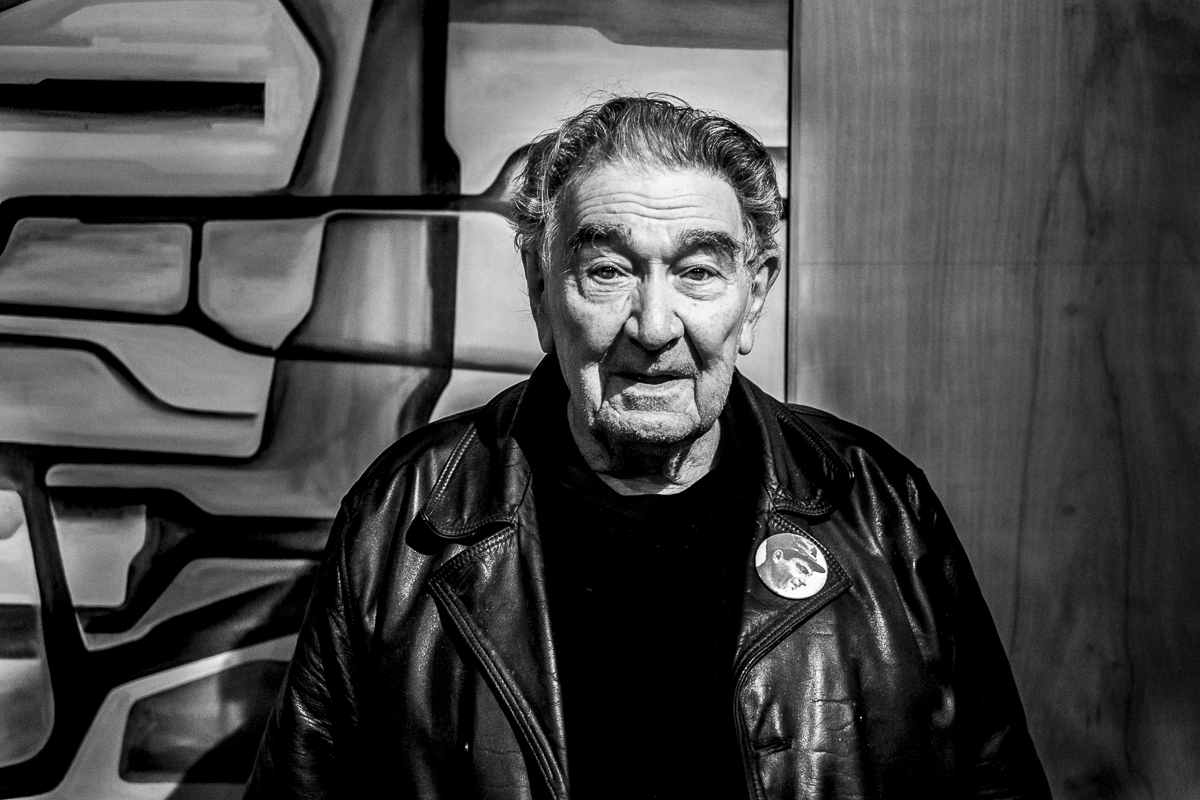

아르망 가티(Armand Gatti, 1924년 1월 26일 ~ 2017년 4월 6일)는 프랑스의 극작가다.
모나코에서 태어났고, 정규교육을 받지 못하였다. 신문기자로서 상을 받았고, 중국 여행에서 취재한 희곡 <검은 물고기>로도 수상했다. 이후 <도로 청소부 오귀스트 Ｇ의 가공적(架空的) 생활>을 대표작으로 하는 브레히트의 서사시극(敍事詩劇)과 비슷한 작품이 있다.